# 卡尔·冯·马蒂乌斯
卡尔·冯·马蒂乌斯（全名卡尔·弗里德里希·菲利普·冯·马蒂乌斯，1794年4月17日—1868年12月13日），是德国植物学家和探险家。  

## 生平
他出生于埃朗根，1814年获得医学博士学位，出版了关于大学植物园中的植物分类论文，并致力于研究植物学，1817年，被巴伐利亚王国国王派往巴西考察，他从里约热内卢出发，到过巴西东方和南方各省，上朔到亚马逊河和几条大河的上游。
1820年回国，被任命为慕尼黑植物园的管理员，1826年被聘为慕尼黑大学的植物学教授。
他致力于研究在南美洲收集的标本，出版了几部作品：《巴西植物的新属和新种》3卷（1823年-1832年）、《巴西植物分类》（1827年），两部作品都有插图。1823年-1850年他陆续出版了3卷大部头的《棕榈自然历史》，几乎囊括了所有棕榈科的植物品种，有240幅珂罗版插图，包括植株和标本解剖图。从1840年，他开始写作《巴西植物》，对几个目都有专论，这部书一直到他去世后多年才全部出版完。

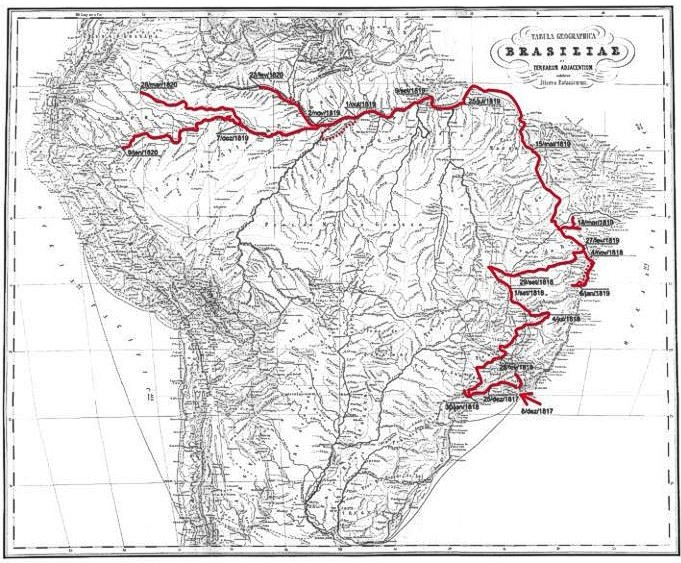
马蒂乌斯在巴西考察的路线

当欧洲爆发马铃薯瘟疫时，他前往考察，1842年出版了考察结果。他还出版过几篇关于巴西印第安人的作品，描述他们的语言、社会条件、疾病、医药以及他们的历史和未来展望等。
他在慕尼黑逝世并安葬，墓前装饰有两株棕榈树，墓碑铭刻着“棕榈树永远保持繁茂绿色”（拉丁語：In palmis semper virens resurgo）。
他曾经在南美洲收集到大量的植物标本，后来他收集的标本不断扩充，达到300 000枚，包括65 000种，来自世界各地，1870年，他的收藏被比利时政府收购，收藏到比利时国家植物园中，植物园目前完成了一项“马蒂乌斯工程”，将这些标本数字化。 